# 155 aC
El 155 aC  va ser un any del calendari romà prejulià. Durant la República i l'Imperi Romà es coneixia com l'Any del Consolat de Nasica Còrculum i Marcel o també any 599 Ab urbe condita o de la fundació de la ciutat). L'ús del nom «155 aC» per referir-se a aquest any es remunta a l'alta edat mitjana, quan el sistema Anno Domini va ser el mètode de numeració dels anys més comú a Europa.

## Esdeveniments

### Bactriana
- Menandre I (conegut com a Milinda en sànscrit i en pali) comença el seu regant com a rei del regne Indogrec (data aproximada). El seu territori cobreix la part oriental dels dominis de la divisió de l'imperi grec de Bactriana (Panjshīr i Kāpīsā, províncies de l'Afganistan) i s'estén a la moderna província del Pakistan Panjab.[2]

### Àsia menor
- Prúsies II rei de Bitínia entra al territori de Pèrgam i ataca al seu rei Àtal II. Àtal demana ajuda a Roma i als seus aliats Ariarates V i Mitridates IV del Pont. Prúsies en surt victoriós inicialment i derrota a Àtal en una gran batalla. Àtal fuig cap a Pèrgam on quedar assetjat, però Prúsies no pot ocupar la ciutat. Àtal envia una ambaixada a Roma a queixar-se de l'agressió i el senat romà dona ordres a Prúsies per desistir de la guerra. Prúsies tracta amb menyspreu l'ambaixada i ataca novament a Àtal.[3]

### Antic Egipte
- Ptolemeu VIII Evèrgeta II, rei de Cirene, reclama l'illa de Xipre a Egipte, però Ptolemeu VI Filomètor rep als ambaixadors d'Evèrgeta a Alexandria demora les negociacions i no fa cap concessió. Evèrgeta agafa les armes i ataca Egipte, però una revolta al seu propi país quasi li costa el tron i la vida, i abandona els seus plans.[4]

### Antiga Roma
- Aquest any són elegits cònsols Publi Corneli Escipió Nasica Còrculum i Marc Claudi Marcel.[5]
- Escipió Nasica lluita contra els dàlmates i els sotmet. Claudi Marcel venç als lígurs, i segons els Fasti celebra un triomf. No es conserva cap document sobre aquestes batalles i victòries.[6][7]
- Els atenencs envien una ambaixada a Roma formada per tres filòsofs, Carnèades, Diògenes de Babilònia i Critolau de Lícia, per negociar l'aixecament d'una multa de 500 talents imposada pels romans a Atenes per haver destruït la ciutat d'Oropos. Els ambaixadors tenen èxit. Els tres filòsofs durant la seva estada a Roma pronuncien molts discursos, tant en privat com en públic, sobretot davant del Senat. Diògenes és alabat per la seva forma de parlar mòdica i temperada. Carnèades argumenta un dia amb gran eloqüència a favor de la justícia i, l'endemà, amb no menys eloqüència i convenciment, en contra. Així manifesta la inseguretat dels raonaments que es basen en pressupòsits dels què no es pot estar segur, i caricaturitzar la lògica estoica.[8][9]